# Sopot Festival 1963
Sopot Festival 1963 – 3. edycja festiwalu muzycznego odbywającego się w Sopocie. Festiwal został zorganizowany w Hali Stoczni Gdańskiej w dniach 15–17 sierpnia 1963 roku przez Polską Agencję Artystyczną „Pagart” oraz Polskie Radio. Konkurs prowadzili Irena Dziedzic i Lucjan Kydryński. Zwyciężyli Tamara Miansarowa, reprezentantka ZSRR z piosenką „Pust wsiegda budiet sołnce” oraz Simone Langlois z Francji z utworem „Toi et ton sourire”. Obie piosenkarki zdobyły łącznie po 188 punktów.

## Przebieg konkursu
Podobnie jak poprzednie edycje festiwalu, wydarzenie zostało podzielone na trzy dni koncertowe. Pierwszego dnia, tj. 15 sierpnia, rozegrano rundę eliminacyjną dla polskich wykonawców; dzień później odbył się finał polski, a ostatniego dnia – finał międzynarodowy widowiska. Podczas wszystkich trzech koncertów zagrały dwie orkiestry Polskiego Radia: Mała Symfoniczna pod dyrekcją Stefana Rachonia i Taneczna pod dyrekcją Edwarda Czernego, w trakcie widowiska zaprezentowały się także: zespół instrumentalny Piotra Figla i zespół jazzowy Zbigniewa Namysłowskiego. Kierownikami artystycznymi konkursu zostali Bronisław Brok, Stanisław Gajdeczka i Jerzy Wasowski.
W trakcie widowiska wręczone zostały Nagroda za dzieło w dwóch kategoriach, nagroda specjalna oraz dwie nagrody publiczności.

## Półfinał (eliminacje polskie)
Polskie eliminacje odbyły się 15 sierpnia 1963, wystąpiło wówczas piętnastu polskich wykonawców. Wyróżnienie zdobyli zdobywcy pierwszych trzech miejsc, a nagrody przyznano w kategorii Nagroda za dzieło, którą odebrała Regina Pisarek za utwór „Nie pamiętam” autorstwa Jerzego Wasowskiego i Jeremiego Przybory.
| Lp. | Wykonawca            | Tytuł                          | Miejsce | Punkty |
| --- | -------------------- | ------------------------------ | ------- | ------ |
| 1   | Lena Baciarelli      | „Listonosze”                   | –       | –      |
| 2   | Katarzyna Bovery     | „Daj mi zachować wspomnienia”  | 3       | 16     |
| 2   | Katarzyna Bovery     | „Dobra jest noc”               | –       | –      |
| 3   | Olgierd Buczek       | „Wieczorna fajka”              | –       | –      |
| 4   | Ewa Demarczyk        | „Czarne anioły”                | –       | –      |
| 4   | Ewa Demarczyk        | „Karuzela z Madonnami”         | –       | –      |
| 4   | Ewa Demarczyk        | „Pejzaż”                       | –       | –      |
| 5   | Fryderyka Elkana     | „Chudy”                        | –       | –      |
| 5   | Fryderyka Elkana     | „Zwykła rzecz”                 | –       | –      |
| 6   | Anna German          | „Jeśli chcesz proszę wstąp”    | –       | –      |
| 6   | Anna German          | „Tak mi źle”                   | 2       | 20     |
| 7   | Maria Koterbska      | „Odejdź smutku”                | 2       | 20     |
| 7   | Maria Koterbska      | „Rudy rydz”                    | –       | –      |
| 8   | Zbigniew Kurtycz     | „Zginęła mi dziewczyna”        | –       | –      |
| 9   | Dana Lerska          | „Na parę dni na kilka godzin”  | –       | –      |
| 9   | Dana Lerska          | „Szedł Atanazy”                | –       | –      |
| 10  | Stanisław Młynarczyk | „Melodia mojego podwórka”      | –       | –      |
| 10  | Stanisław Młynarczyk | „Nikt mnie nie czeka”          | –       | –      |
| 11  | Regina Pisarek       | „Nie pamiętam”                 | 1       | 24     |
| 11  | Regina Pisarek       | „Noc wie o wszystkim”          | –       | –      |
| 12  | Danuta Rinn          | „Szesnaście lat”               | –       | –      |
| 12  | Danuta Rinn          | „W tej piosence nie ma Ciebie” | –       | –      |
| 13  | Barbara Rylska       | „Mamo wychodzę za mąż”         | –       | –      |
| 13  | Barbara Rylska       | „Nikt nie był taki jak Ty”     | –       | –      |
| 14  | Irena Santor         | „Jeszcze nie wiem”             | –       | –      |
| 14  | Irena Santor         | „Szum starych drzew”           | –       | –      |
| 15  | Zofia Voit           | „Rozpamiętywać nie ma co”      | –       | –      |

## Finał (dzień międzynarodowy)
Drugi dzień festiwalu odbył się 17 sierpnia 1963, wystąpili w nim wówczas reprezentanci dwudziestu dwóch krajów. Wyróżnienie otrzymali zdobywcy pierwszych trzech miejsc, a nagrody przyznano w kategorii Nagroda za dzieło. Pierwszą nagrodę zdobyły dwie uczestniczki: reprezentantka Francji, Simone Langlois za utwór „Toi et ton sourire” oraz Tamara Miansarowa z ZSRR za utwór „Pust wsiegda budiet sołnce”.
|    | Kraj              | Język             | Wykonawca            | Tytuł                          | Miejsce | Punkty |
| -- | ----------------- | ----------------- | -------------------- | ------------------------------ | ------- | ------ |
| 01 | RFN               | niemiecki         | Will Brandes         | „O Walentino”                  | 5       | 23     |
| 02 | Meksyk            | hiszpański        | Jose Louis Caballero | „Mi amor por ti”               | 15      | 7      |
| 03 | Wielka Brytania   | angielski         | Bobbi Carol          | „Tears”                        | 6       | 21     |
| 04 | Jugosławia        | serbsko-chorwacki | Judyta Cerowska      | „Orion”                        | 13      | 12     |
| 05 | Austria           | niemiecki         | Edda Christen        | „Die Lichter der wienerstadt”  | 7       | 19     |
| 06 | Monako            | francuski         | Jacqueline Danno     | „Monaco si tu t’en vas”        | 3       | 102    |
| 07 | Grecja            | grecki            | Photios Demas        | „O Xenos”                      | 13      | 12     |
| 08 | Włochy            | włoski            | Isabella Fedeli      | „Tua”                          | 8       | 18     |
| 09 | Kanada            | francuski         | Jean -Pierre Ferland | „Ton Visage”                   | 13      | 12     |
| 10 | Bułgaria          | bułgarski         | Maria Koseva         | „Morskaja dziewuszka warna”    | 16      | 4      |
| 11 | Francja           | francuski         | Simone Langlois      | „Toi et ton sourire”           | 1       | 188    |
| 12 | Finlandia         | fiński            | Ragni Malmsten       | „Silvetön”                     | 14      | 8      |
| 13 | ZSRR              | rosyjski          | Tamara Miansarowa    | „Pust wsiegda budiet sołnce”   | 1       | 188    |
| 14 | Węgry             | węgierski         | Ewa Mikesz           | „Kulonos szerelem”             | 10      | 15     |
| 15 | Stany Zjednoczone | angielski         | Lulu Porter          | „Everything’s Coming Up Roses” | 12      | 13     |
| 16 | Szwajcaria        | francuski         | Franca di Rienzo     | „Les gris des faubourgs”       | 6       | 21     |
| 17 | Izrael            | hebrajski         | Iliana Rovina        | „Laila vashan”                 | 2       | 123    |
| 18 | Holandia          | niderlandzki      | Edwin Rutten         | „Ik voel vaarmate”             | 11      | 14     |
| 19 | Belgia            | niderlandzki      | Raymonde Serverius   | „Bluesette”                    | 2       | 123    |
| 20 | Rumunia           | rumuński          | Ruxandra Stefanescu  | „Pelican”                      | 15      | 7      |
| 21 | Jugosławia        | serbsko-chorwacki | Vice Vukov           | „Tvoja slika”                  | 9       | 16     |
| 22 | NRD               | niemiecki         | Peter Wieland        | „Fern von dir                  | 4       | 29     |

## Jury
Sędziowie przyznali Nagroda za dzieło w dwóch kategoriach.
- Finlandia: Jaako Borg
- Holandia: Hans Kellerman
- ZSRR: Aleksandr Sfasman
- Polska: Jerzy Harald, Henryk Czyż, Jan Brzechwa, Jerzy Jurandot, Wojciech Matlakiewicz, Ludwik Starski, Władysław Szpilman, Zbigniew Turski i Szymon Zakrzewski
- Monako: Emile Emery
- Grecja: Pia Hadjinikos
- Czechosłowacja: Josef Urban
- Włochy: Shabtai Petrushka
- Francja: Pierre Gabaye
- Szwajcaria: Louis Rey (przewodniczący)
- Węgry: Andreas Bagya
- Austria: Richard Schmidtberger
- Bułgaria: Peter Stupel
- Kanada: Laurier Hebert
- NRD: Martin Hattwig
- RFN: Mangred Hildenbrandt
- Jugosławia: Krešimir Oblak
- Belgia: Paul Van Dessel

## Tabela wyników
|                                                            |                   | Głosy w finale |                |           |    |    |    |        |        |        |    |        |         |          |        |         |    |    |    |
| PUNKTY                                                     | Szwajcaria        |                | Czechosłowacja | Finlandia |    |    |    | Grecja | Belgia | Kanada |    | Monako | Francja | Holandia | Włochy | Austria |    |    |    |
| Uczestnicy konkursu                                        | RFN               | 23             | 1              | 4         | 2  | –  | 4  | –      | –      | –      | 4  | –      | –       | –        | –      | 4       | –  | 4  | –  |
| Uczestnicy konkursu                                        | Meksyk            | 3              | –              | –         | –  | –  | –  | –      | –      | –      | –  | 1      | –       | 4        | 2      | –       | –  | –  | –  |
| Uczestnicy konkursu                                        | Wielka Brytania   | 21             | –              | 1         | –  | 4  | 2  | –      | –      | –      | 2  | 3      | –       | 2        | 3      | 2       | –  | –  | 2  |
| Uczestnicy konkursu                                        | Jugosławia        | 12             | –              | –         | –  | –  | –  | 4      | 4      | 3      | –  | –      | 1       | –        | –      | –       | –  | –  | –  |
| Uczestnicy konkursu                                        | Austria           | 19             | 3              | –         | 4  | –  | 3  | –      | –      | –      | –  | –      | –       | –        | –      | –       | –  | 5  | 4  |
| Uczestnicy konkursu                                        | Monako            | 102            | 6              | 6         | 6  | 6  | 6  | 6      | 6      | 6      | 6  | 6      | 6       | 6        | 6      | 6       | 6  | 6  | 6  |
| Uczestnicy konkursu                                        | Grecja            | 12             | –              | –         | –  | –  | –  | –      | 3      | 5      | –  | –      | –       | –        | –      | –       | 4  | –  | –  |
| Uczestnicy konkursu                                        | Włochy            | 18             | 4              | –         | –  | 2  | –  | –      | –      | 2      | –  | –      | –       | 5        | –      | –       | 5  | –  | –  |
| Uczestnicy konkursu                                        | Kanada            | 12             | –              | –         | –  | –  | –  | –      | –      | –      | –  | 5      | –       | 1        | 4      | –       | 2  | –  | –  |
| Uczestnicy konkursu                                        | Bułgaria          | 4              | –              | –         | –  | –  | –  | 1      | 2      | 1      | –  | –      | –       | –        | –      | –       | –  | –  | –  |
| Uczestnicy konkursu                                        | Francja           | 188            | 12             | 10        | 12 | 10 | 12 | 10     | 12     | 10     | 12 | 10     | 12      | 10       | 12     | 10      | 12 | 10 | 12 |
| Uczestnicy konkursu                                        | Finlandia         | 8              | –              | 3         | –  | 5  | –  | –      | –      | –      | –  | –      | –       | –        | –      | –       | –  | –  | –  |
| Uczestnicy konkursu                                        | ZSRR              | 188            | 10             | 12        | 10 | 12 | 10 | 12     | 10     | 12     | 10 | 12     | 10      | 12       | 10     | 12      | 10 | 12 | 10 |
| Uczestnicy konkursu                                        | Węgry             | 15             | –              | –         | 5  | –  | –  | 2      | –      | –      | –  | –      | 5       | –        | –      | –       | –  | –  | 3  |
| Uczestnicy konkursu                                        | Stany Zjednoczone | 13             | –              | 2         | –  | 1  | 1  | –      | –      | –      | 1  | 4      | –       | –        | 1      | 1       | 1  | –  | 1  |
| Uczestnicy konkursu                                        | Szwajcaria        | 21             | 5              | –         | 1  | –  | –  | –      | –      | –      | –  | 2      | –       | 3        | 5      | –       | 3  | 2  | –  |
| Uczestnicy konkursu                                        | Izrael            | 123            | 8              | 7         | 8  | 7  | 8  | 7      | 8      | 7      | 8  | 7      | 8       | 7        | 8      | 7       | 8  | 7  | 8  |
| Uczestnicy konkursu                                        | Holandia          | 14             | –              | –         | –  | 3  | –  | –      | –      | –      | 5  | –      | –       | –        | –      | 5       | –  | 1  | –  |
| Uczestnicy konkursu                                        | Belgia            | 123            | 7              | 8         | 7  | 8  | 7  | 8      | 7      | 8      | 7  | 8      | 7       | 8        | 7      | 8       | 7  | 8  | 7  |
| Uczestnicy konkursu                                        | Rumunia           | 7              | –              | –         | –  | –  | –  | 3      | 1      | –      | –  | –      | 3       | –        | –      | –       | –  | –  | –  |
| Uczestnicy konkursu                                        | Jugosławia        | 16             | –              | –         | –  | –  | –  | 5      | 5      | 4      | –  | –      | 2       | –        | –      | –       | –  | –  | –  |
| Uczestnicy konkursu                                        | NRD               | 29             | 2              | 5         | 3  | –  | 5  | –      | –      | –      | 3  | –      | –       | –        | –      | 3       | –  | 3  | 5  |
| Kraje w tabeli są uporządkowane w kolejności występowania. |                   |                |                |           |    |    |    |        |        |        |    |        |         |          |        |         |    |    |    |

## Finał (dzień polski)
Trzeci dzień festiwalu odbył się 17 sierpnia 1963, wystąpili w nim wówczas reprezentanci dwudziestu dwóch krajów. Wyróżnienie otrzymali zdobywcy pierwszych trzech miejsc, a nagrody przyznano w kategorii Nagroda za dzieło. Pierwszą nagrodę zdobyła reprezentantka Stanów Zjednoczonych, Lulu Porter za utwór „Parasolki, parasolki”.
|    | Kraj              | Język  | Wykonawca            | Tytuł                                     | Miejsce | Punkty |
| -- | ----------------- | ------ | -------------------- | ----------------------------------------- | ------- | ------ |
| 01 | RFN               | polski | Will Brandes         | „Nocne Canto”                             | –       | –      |
| 02 | Meksyk            | polski | Jose Louis Caballero | „To nie był sen”                          | –       | –      |
| 03 | Wielka Brytania   | polski | Bobbi Carol          | „Włóczęga”                                | –       | –      |
| 04 | Czechosłowacja    | polski | Judyta Cerovska      | „Spójrz prosto w oczy”                    | –       | –      |
| 05 | Austria           | polski | Edda Christen        | „Wakacje z deszczem”                      | –       | –      |
| 06 | Monako            | polski | Jaqueline Danno      | „Włóczęga”                                | 5       | 12     |
| 07 | Grecja            | polski | Photios Demas        | „Tu zaczyna się świat”                    | –       | –      |
| 08 | Włochy            | polski | Izabella Fedeli      | „Pierwszy siwy włos”                      | –       | –      |
| 09 | Bułgaria          | polski | Maria Coseva         | „Trochę wiosny jesienią”                  | –       | –      |
| 10 | Francja           | polski | Simone Langlois      | „Ty jeszcze nie wiesz”                    | 3       | 16     |
| 11 | Finlandia         | polski | Ragni Malmsten       | „Uciekam przed nocą”                      | –       | –      |
| 12 | ZSRR              | polski | Tamara Minasarowa    | „To nie był sen”                          | –       | –      |
| 13 | Węgry             | polski | Ewa Mikesz           | „Śnieg, śnieg, śnieg”                     | –       | –      |
| 14 | Stany Zjednoczone | polski | Lulu Porter          | „Parasolki, parasolki”                    | 1       | 24     |
| 15 | Szwajcaria        | polski | Franca Di Rienzo     | „Parasolki, parasolki”                    | –       | –      |
| 16 | Izrael            | polski | Ilona Rovina         | „Jak to dziewczyna”                       | 4       | 14     |
| 17 | Holandia          | polski | Edwin Rutten         | „Do widzenia Teddy”                       | 2       | 20     |
| 18 | Belgia            | polski | Raymonde Serverius   | „Trochę wiosny jesienią”                  | 4       | 14     |
| 19 | Szwecja           | polski | Gerd Soderberg       | „Nie chcę być sama”                       | –       | –      |
| 20 | Rumunia           | polski | Ruxandra Stefanescu  | „Gdy mi Ciebie zabraknie”                 | –       | –      |
| 21 | Jugosławia        | polski | Vice Vukov           | „Bywa tak w pierwszych dniach znajomości” | –       | –      |
| 22 | NRD               | polski | Peter Wieland        | „Niezapomniany walc”                      | –       | –      |